# Coursetia madrensis
Coursetia madrensis är en ärtväxtart som beskrevs av Marc Micheli. Coursetia madrensis ingår i släktet Coursetia, och familjen ärtväxter. Inga underarter finns listade i Catalogue of Life.